# Abraham Stern (Erfinder)

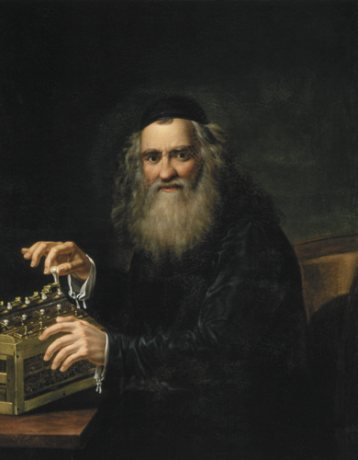
Antoni Blank: Porträt von Abraham Stern, 1823

Abraham Stern (* zwischen 1762 und 1769 in Hrubieszów; † 3. Februar 1842 in Warschau) war ein polnischer Uhrmacher, autodidaktischer Mathematiker und Erfinder von Rechenmaschinen. Er ist der Ururgroßvater des Dichters Antoni Słonimski. 
Abraham Stern begann als Lehrjunge bei einem Uhrmacher in Hrubieszów, bald aber begann er aus Zahnrädern Rechenmaschinen zu bauen. Er baute ab 1810 eine Reihe von Rechenmaschinen, die die vier Grundrechenarten durchführten und auch Quadratwurzeln ziehen konnten. Stanisław Staszic, Priester und Vertreter der polnischen Aufklärung, holte Stern nach Warschau und ermöglichte ihm die Entwicklung weiterer Erfindungen, wie des geodätischen Messtriangels. 
Dank Staszic konnte Stern seine Erfindungen am 30. April 1817 auf einer Sitzung der Warschauer Gesellschaft der Freunde der Wissenschaften vorführen. Eine seiner Rechenmaschinen wurde mit einem Uhrenantrieb ausgestattet und funktionierte selbständig. Am 4. Februar 1821 wurde Abraham Stern zum Mitglied dieser Gesellschaft gewählt. 
Sterns jüngste Tochter, Sara, heiratete 1842 den Chaim Zelig Słonimski, Vater des Arztes Stanisław Słonimski und Großvater des Dichters Antoni Słonimski.
Stern war Jude und bekleidete von 1826 bis 1835 den Posten des Rektors der Warschauer Rabbinerschule. Er wurde auf dem Jüdischen Bródno-Friedhof in Warschau bestattet.